# Lucio Maranta
Lucio Maranta (Venosa, ... – Montepeloso, 1592) è stato un vescovo cattolico italiano.

## Biografia
Nacque a Venosa, da Roberto Maranta e Beatrice Monna, fratello di Bartolomeo e di Pomponio. Fu nominato vescovo di Lavello da Pio IV il 31 gennaio 1561; successivamente fu vescovo di Montepeloso dal 2 giugno  1578 fino alla sua morte nel 1592. Intervenne anche al Concilio di Trento.